# Josce de Dinan
Josce de Dinan, también Joscelin y Josselin de Dinan (c. 1116-1167) fue un noble caballero anglonormando, señor de Dinan y las Marcas Galesas; castellano del castillo de Ludlow por matrimonio iure uxoris con la viuda de Pain fitzJohn. Era hijo menor de Geoffrey [Geoffroi] de Dinan, señor de Jugon (c. 1065-1128) y de Radegonde de Châteaugiron (c. 1070-1147). Tanto el rey Esteban de Inglaterra como Gilbert de Lacy reclamaban la soberanía sobre Ludlow, pues era una plaza estratégica en la frontera. La lealtad al rey Esteban no le favoreció, por lo que perdió el control sobre Ludlow cuando Gilbert de Lacy le arrebató la plaza durante una ausencia; viéndose incapacitado para recuperarla Josce se retiró con sus fuerzas militares a Lambourn. Tras cambiar de bando durante la guerra civil Josce fue compensado con tierras por la emperatriz Matilda y su hijo Enrique II de Inglaterra, que sucedió a Esteban en 1154. También recibió propiedades de la familia De Lacy, tras la pérdida de todas las posesiones de Roger de Lacy por encabezar rebeliones fracasadas. En 1156, Josce poseía tierras en Berkshire, Wiltshire, Hampshire, Devonshire y Somerset; todas estas posesiones incluían el señorío de Lambourn, con un valor de 76 libras esterlinas en ingresos anuales, así como el señorío de Stanton (hoy conocido como Stanton Fitzwarren en Wiltshire), además de tierras dispersas en otros condados.

## Herencia
De su relación con Sybil Talbot (c. 1093-1137), una rica heredera hija de Geoffrey Talbot de Swanscombe, nacieron dos hijas:
- Hawise de Dinan (m. 1226), esposa de Fulk II FitzWarin (c. 1158-1197);
- Sybil de Dinan (m. 1212), esposa de Hugh de Plugenet (m. 1201). Se casó en segundas nupcias con Piers FitzHerbert, señor de Brecknock & sheriff de Yorkshire (c. 1163-1235).